# Sanne in 't Hof
Sanne in 't Hof (ur. 24 stycznia 1998 w Schalkhaarze) – holenderska łyżwiarka szybka, olimpijka z Pekinu 2022, wicemistrzyni świata juniorów.

## Wyniki

### Igrzyska olimpijskie
| Rok  | Gospodarz | 5000 m |
| ---- | --------- | ------ |
| 2022 | Pekin     | 7      |

### Medalemistrzostw świata juniorów
| Rok  | Gospodarz | 1500 m | 3000 m | bieg masowy | bieg drużynowy | wielobój |
| ---- | --------- | ------ | ------ | ----------- | -------------- | -------- |
| 2017 | Helsinki  | srebro | srebro | srebro      | złoto          | brąz     |